# Берекетский этрап
Берекетский этрап (туркм. Bereket etraby) — этрап в Балканском велаяте Туркменистана.

## География
Пресные озёра: Каратегелек и др.

## История
Образован в январе 1925 года как Казанджикский район Полторацкого округа Туркменской ССР с центром на станции Казанджик.
В августе 1926 был упразднён Полторацкий округ, и Казанджикский район перешёл в прямое подчинение Туркменской ССР.
В ноябре 1939 Казанджикский район отошёл к новообразованной Красноводской области.
В январе 1947 года Красноводская область была упразднена и район был передан в Ашхабадскую область.
В апреле 1952 года Красноводская область была восстановлена и Казанджикский район вновь вошёл в её состав.
В декабре 1955 года Красноводская область вновь была упразднена и район снова вошёл в состав Ашхабадской области.
В мае 1959 Ашхабадская область была упразднена и район перешёл в прямое подчинение Туркменской ССР.
В декабре 1973 район был передан в восстановленную Красноводскую область.
В 1988 году Красноводская область вновь была упразднена и район перешёл в прямое подчинение Туркменской ССР.
В 1992 году Казанджикский район вошёл в состав Балканского велаята, был переименован сначала в Газанджыкский этрап, а затем в Берекетский этрап.